# ROKSZ–2
A ROKSZ–2 (oroszul: РОКС – Ранцевый Огнемет Клюева Сергеева, magyar átírásban:  Rancevij ognyemjot Kljujeva Szergejeva, magyarul:  Kljujev és Szergejev háti lángszórója) hordozható lángszóró volt, melyet a Szovjetunió hadereje használt a második világháború alatt. Tervezésénél figyelembe vették, hogy alakja ne keltsen feltűnést, így üzemanyagtartálya szögletes volt, fúvókája pedig egy hagyományos puskára emlékeztetett.

## Leírás
A két gyúlékony anyagot tartalmazó henger alakú tartály egymás mellett függőleges pozícióban helyezkedett el, ezek alá szerelték a kisebb méretű, szintén henger alakú hajtógázzal (nitrogén) töltött tartályt. A két felső tartályt álcázás céljából egy vasból készült burkolattal fedték le, így kívülről megtévesztően egy egyszerű hátizsákra hasonlít az eszköz. A gyúlékony anyagot tartalmazó tartályok tetején töltőszelepet helyeztek el. A tartályokat egy cső segítségével csatlakoztatták a fúvókához, melyet jobb kéz felől helyeztek el. A nitrogéntartályt egy csővel kötötték össze az üzemanyagtartályokkal, ezt a csövet bal kéz felől építették a fegyverre. A gyújtórendszer két speciális töltényt tartalmazott, melyek lángot lobbantottak a fúvókán elhelyezett elsütőbillentyű meghúzásakor. Ezeket a speciális töltényeket a szabványos 7,62×25 mm-es Tokarev pisztolytöltényből készítették. Az üres üzemanyagtartály súlya 8,5 kg volt. A fúvóka hosszúsága 1110 mm, súlya 3,6 kg volt.
A nitrogéntartályt vízszintesen helyezték az üzemanyagtartályok alá, amely 1,3−1,8 liter nitrogéngázt tartalmazott. A fegyver hatásos lőtávolsága nagyjából 35−45 méter között volt, de a nagy nyomás miatt az alkalmazott üzemanyag nagyon gyorsan elfogyott. Egy töltéssel mindössze 6-8 egymásodperces lövést lehetett leadni. A nitrogéntartály súlya 2,8 kg volt. A ROKSZ–2 álcázásának sikeressége harctéri körülmények között kérdéses volt.

## Használó országok
Szovjetunió
A szovjet Vörös Hadsereg1935-től rendszeresítette a típust. A második világháború során jelentős számban került bevetésre a keleti fronton. A folytatólagos háború során, az 1941-es finn hadjárat alatt viszont a szovjet csapatok szinte kivétel nélkül elvesztették a lángszórókat. 1945-ben pedig a maradékot kivonták a harctéri alkalmazásból.
 Finnország
A finnek a folytatólagos háború folyamán zsákmányoltak a szovjet ROKSZ–2 lángszórókból, melyeket ezután hadrendbe állítottak. A finnek 1941-es előrenyomulásakor a szovjetek által használt ROKSZ–2 lángszórók majdnem mindegyikét sikeresen megszerezték. A finn hadseregben Liekinheitin M/41–R jelöléssel rendszeresítették a típust, melyet a világháború végéig használtak a műszaki alakulatok. A finnek által használt üzemanyaggal azonban korábban 35−45 méteres lőtávolsága 30 méterre korlátozódott.